# 須釜直子
須釜 直子（すがま なおこ、1980年10月13日 - ）は、東京都出身の元女優、タレントである。サンミュージックブレーンに所属していた。

## 出演

### テレビドラマ
- ガラスの仮面2（1998年、テレビ朝日） - 演劇部員 役
- 教師びんびん物語スペシャル（2000年）（2000年3月17日、フジテレビ）
- ショカツ 第1話（2000年4月11日、フジテレビ）
- 幸福の明日（2000年、フジテレビ） - マミ 役

### テレビ番組
- IT'sアクセス（1997年、テレビ東京）
- ゲーム王国（1998年、テレビ東京） - アシスタント
- 美少女図鑑 D-Break（1998年、パーフェクTV）
- 恋ボーイ恋ガール（1999年、フジテレビ） - 再現VTR

### CM
- CD-ROM版「D-Break 50 FRESH-IDOLS」（1998年）
- PS版「めざせ!名門野球部」（1999年）
- CASTLEWOOD「ORB」（1999年） - イメージキャラクター

### 雑誌
- 東京ニュース通信社「B.L.T.」（1998年）
- 講談社「Hot-Dog PRESS.」（1999年）

### オリジナルビデオ
- Shiho（1997年） - 直子 役